# Manggung (Ngemplak)
Manggung is een bestuurslaag in het regentschap Boyolali van de provincie Midden-Java, Indonesië. Manggung telt 6208 inwoners (volkstelling 2010).